# Peixateria de Maó
La peixateria de Maó fou construïda el 1926 per l'arquitecte municipal Francesc Femenías, ja que abans, el peix es venia al port, i més tard al claustre del Carme, on era rebutjat. Així, el nou edifici projectat estava únicament dedicat a la venda de peix.
És un edifici de planta rectangular, amb una llotja al mig. Actualment, situant-nos a l'entrada, la part esquerra de l'edifici encara s'hi ven peix, però el costat dret s'ha convertit en un mercat gastronòmic on poder degustar de tapes.